# مارتین گک
مارتین گِک (آلمانی: Martin Geck، ‏ ۱۹ مارس ۱۹۳۶ – ۲۲ نوامبر ۲۰۱۹) موسیقی‌شناس و استاد دانشگاه اهل آلمان بود.
وی مقالات و کتاب‌های فراوانی در حوزهٔ موسیقی‌شناسی و همچنین دربارهٔ هنرمندان سرشناس موسیقی همچون یوهان سباستیان باخ، ریشارد واگنر، روبرت شومان، ولفگانگ آمادئوس موتسارت و ماتیاس کلاودیوس منتشر نموده‌است.